# Tigerlily
Tigerlily é um álbum de Natalie Merchant, lançado em 1995.